# Apiacás
Apiacás – miasto i gmina w Brazylii, w stanie Mato Grosso.